# Nyócker!
Nyócker! (hongarès: El districte) és una pel·lícula d'animació caricaturística hongaresa del 2004 dirigida per Áron Gauder. El seu títol original és una forma col·loquial abreujada de nyolcadik kerület, el vuitè districte de Budapest, també conegut com a Józsefváros, que inclou un barri infame on té lloc la pel·lícula.
S'ha distribuït a la República Txeca, Eslovàquia, Regne Unit, França, els països del Benelux, Romania, Polònia, Portugal i Taiwan, i als Estats Units.
També es va mostrar en festivals de cinema a Hèlsinki, Toronto, Copenhaguen, Zagreb i Karlovy Vary.

## Argument
La pel·lícula mostra els habitants hongaresos, gitanos, xinesos i àrabs i les seves aliances i conflictes d'una manera còmica, incrustades en un història de ficció sobre el viatges en el temps de fabricació d'oli d'uns quants escolars i un amor tipus Romeu i Julieta d'un noi gitana cap a una noia paia.

## Repartiment
| Actir de veu         | Actior de cara     | personatger            | notes                                                                            |
| -------------------- | ------------------ | ---------------------- | -------------------------------------------------------------------------------- |
| L.L. Junior          | Krisztián Rostás   | Ricsi Lakatos          | Protagonista, noi gitano                                                         |
| László Szacsvay      | József Németh      | Guszti Lakatos         | Avi de Ricsi                                                                     |
| Károly Gesztesi      | László Jakab Orsós | Lóránt "Lóri" Lakatos  | Pare de Ricsi                                                                    |
| Győző Szabó          | Győző Szabó        | Károly "Karesz" Csorba | Amo de club nocturn, rovañ de Lóri                                               |
| Gábor Csőre          | Kristóf Novák      | Simon "Simi" Csorba    | Fill de Karesz, rival de Ricsi                                                   |
| Gábor Csőre          | ?                  | Chen                   | Noi xinès                                                                        |
| Andrea Roatis        | Kriszti Szénási    | Julika Csorba          | Filla de Karesz, interès amorços de Ricsi                                        |
| Dorka Gryllus        | Fanny Volcsánszky  | Mari Lakatos           | Germana de Ricsi, interès amorós de Simon                                        |
| Judit Jónás          | Judit Jónás        | Rózi Lakatos           | Llegidora de bonaventura gitana, espos de Guszti i cap de família                |
| István Betz          | Erno Báder         | Sandokan Kolompár      | Amic íntim de Ricsi                                                              |
| András Faragó        | István Nagy        | Kolompár               | Pare de Sandokan                                                                 |
| Zoltán Rajkai        | Gyula Horváth      | Abdul                  | Noi àrab                                                                         |
| Csaba Krisztián Csík | András Molnár      | Omar                   | Pare d’Abdul                                                                     |
| Barnabás Szabó Sipos | Zsolt Lengyel      | Dr. Zsírvágó           | Ginecòleg i cirurgià plàstic jueu. El nom vol dir literalment "doctor tall gros" |
| Balázs Simonyi       | Máriusz Bari       | Móricka                | Geeky, noi prodigi, fill de Zsírvágó                                             |
| Sándor Badár         | Sándor Badár       | Badár                  | Policia                                                                          |
| János Horváth        | János Horváth      | Vizy                   | Policia                                                                          |
| Csaba Pindroch       | Csaba Pindroch     | Béluska "Bélus"        | Fill de Vizy                                                                     |
| Anna Orosz           | Éva Járvás         | Ági néni               | Mestre                                                                           |
| Andrea Fullajtár     | Zsuzsa Kocsis      | Irina                  |                                                                                  |
| Nóra Parti           | Renáta Kósa        | Anett                  |                                                                                  |
| Éva Dögei            | Veronika Gróf      | Isaura                 |                                                                                  |
| Mike Kelly           | Simon József       | Steve                  | Agent de la CIA                                                                  |

## Premis
| Data       | Premi                                                | Festival                                              | Localització            | Enllaç                                | obs |
| ---------- | ---------------------------------------------------- | ----------------------------------------------------- | ----------------------- | ------------------------------------- | --- |
| 2004-12    | Millor expressió visual                              | Magyar Filmszemle                                     | Hongria                 |                                       |     |
| 2005-06-11 | Cristal a la millor pel·lícula                       | Festival de Cinema d'Animació d'Annecy                | Annecy, France          | Arxivat 2006-12-06 a Wayback Machine. | ^   |
| 2005-08-19 | Gran Premi                                           | Festival Internacional d'Animació i Dibuixos de Seül  | Seül, Corea del Sud     |                                       |     |
| 2005-09-25 | Mercury Filmworks Gran Premi a la pel·lícula animada | Festival Inernacional d'Animació d'Ottawa             | Ottawa, Ontario, Canadà |                                       | ^   |
| 2005-09-28 | Millor pel·lícula animada                            | Festival Internacional de Cinema Animat KROK          | Rússia                  |                                       | ^   |
| 2005-10-13 | Premi Gertie al millor llargmetratge d'animació      | Festival de Cinema de Sitges                          | Sitges                  | [ 3 ]                                 |     |
| 2005       | Millor pel·lícula hongaresa                          | KAFF (Festival de Cinema d'Animació de Kecskemét )    | Kecskemét, Hongria      | Arxivat 2012-02-01 a Wayback Machine. |     |
| 2005       | Premi Zagreb Daurat                                  | Animafest Zagreb                                      | Zagreb, Croàcia         |                                       |     |
| 2006       | Millor pel·lícula                                    | CUFF 2006 (Festival de Cinema Underground de Calgary) | Calgary, Canadà         | Arxivat 2007-08-13 a Wayback Machine. |     |